# Laocheng
Laocheng (en chino, 老城; pinyin, Lǎochéng) es un distrito urbano bajo la administración directa de la Prefectura  Luoyang  en la Provincia de Henan, República Popular China.  Su área es de 57 km² y su población total para 2010 superó los 160 mil habitantes.

## Administración
Desde enero de 2024, el distrito Laocheng se divide en 8 pueblos  administrados  en subdistritos.

## Toponimia
El topónimo Laocheng significa "Ciudad Lao «Vieja»", es el casco antiguo de la ciudad, se remonta a la dinastía Zhou en el año 1042 a. C. En 1948, el área urbana de la Ciudad Vieja conservó básicamente la distribución arquitectónica que tenía cuando la dinastía Jin estableció la prefectura de Jinchang en Luoyang en el año 1217 d. C., de ahí el nombre de "Ciudad Vieja".